# 中條鐵甲蟲
中條鐵甲蟲（学名：Dactylispa chujoi）为金花蟲科窄頸鐵甲蟲屬下的一个种。